# Team VR46
A Team VR46 (Mooney VR46 Racing Team) é uma equipa de motociclismo que participa em Moto2 e MotoGP. O seu chefe é Valentino Rossi e o seu manager é Pablo Nieto. A equipa é sediada em Tavullia, Itália.

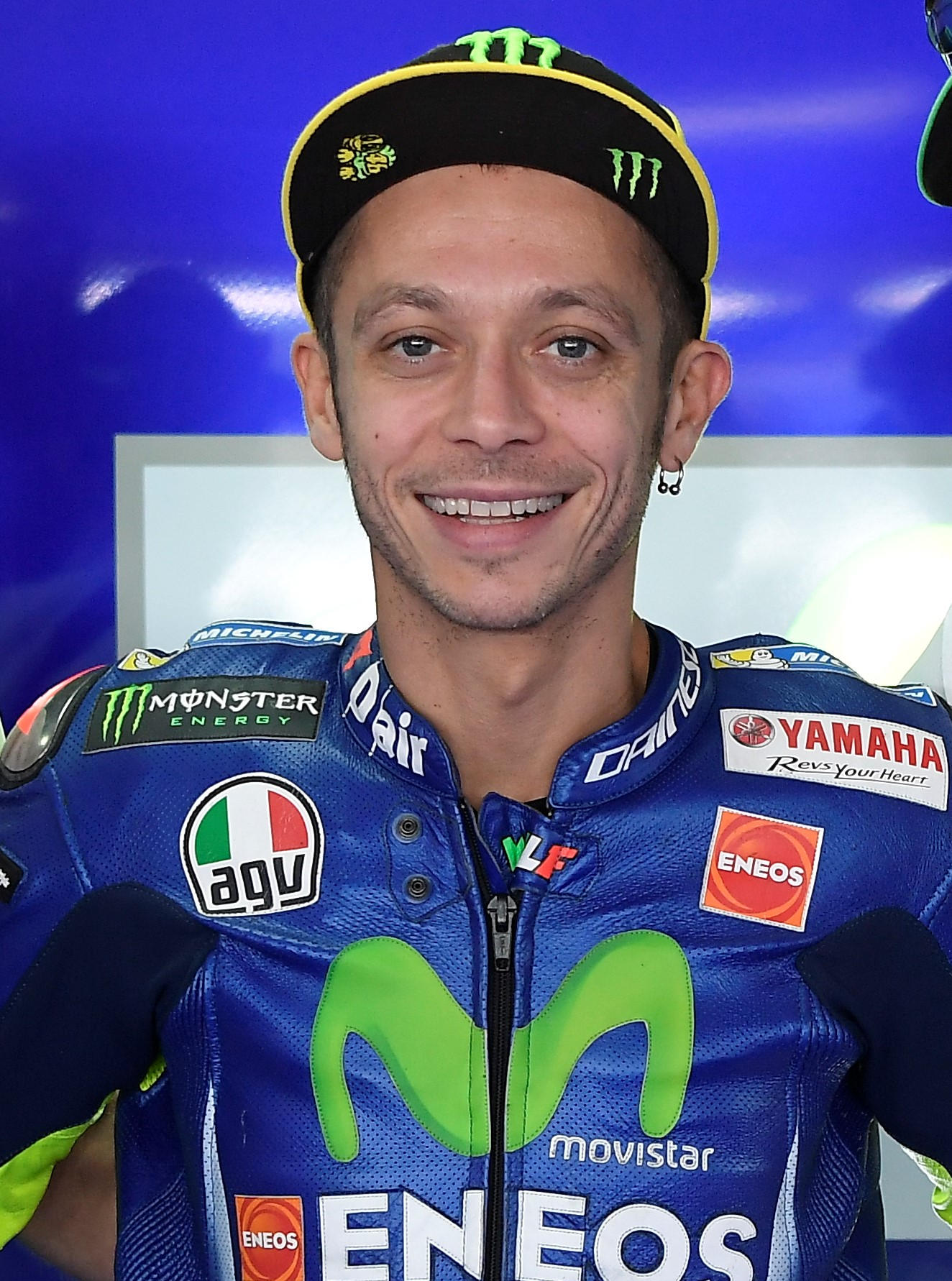
Valentino Rossi, chefe da equipe

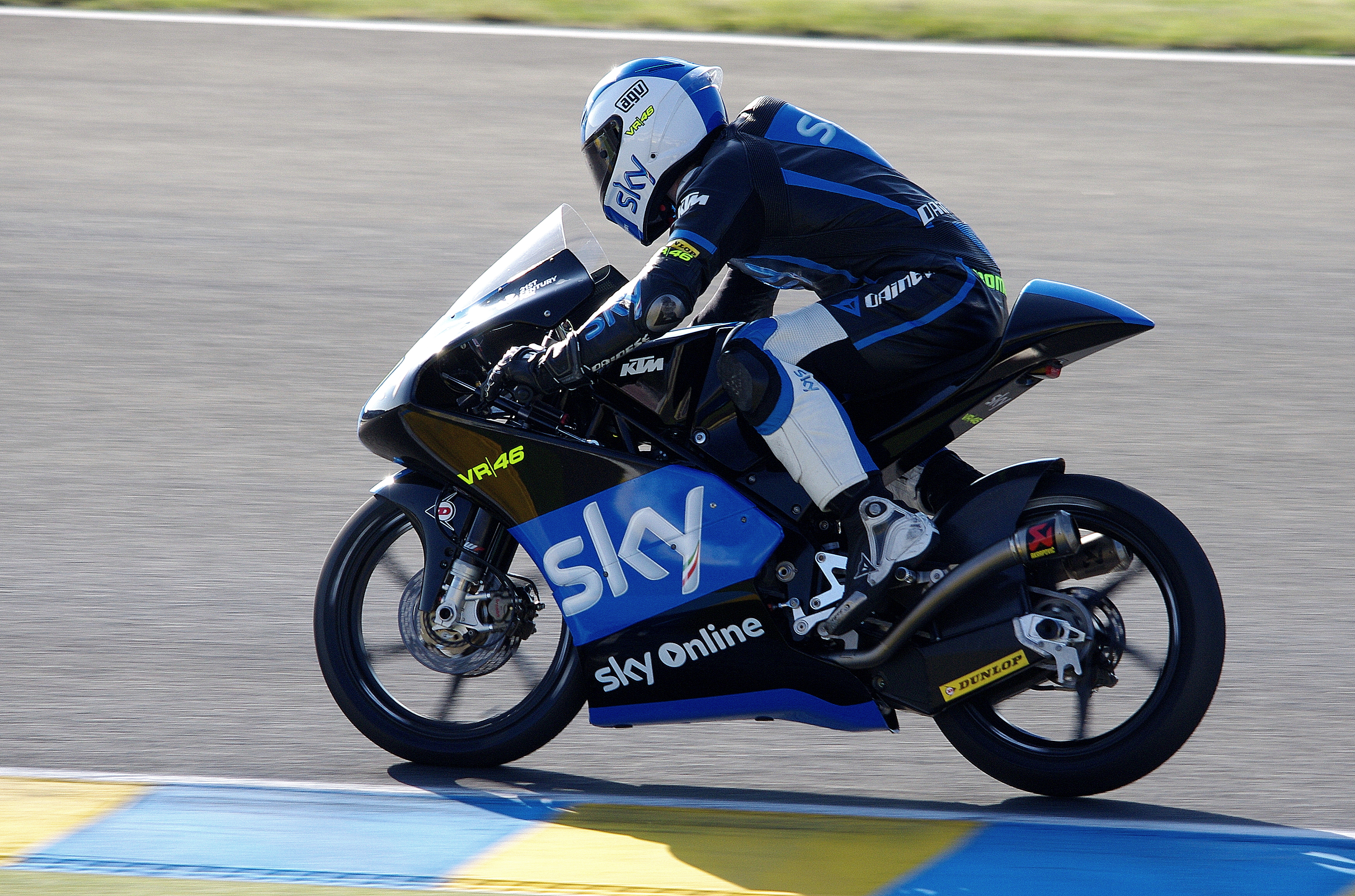
Mota da Equipa no ano de estreia em Moto3 (2014)

## MotoGP[1]
| Época | Categoria | Constructor | Moto             | Nº    | Pilotos                    | Corridas | Vitórias | Pódios | Poles | Volta mais Rápida | Pontos | Posição |
| ----- | --------- | ----------- | ---------------- | ----- | -------------------------- | -------- | -------- | ------ | ----- | ----------------- | ------ | ------- |
| 2022  | MotoGP    | Ducati      | Desmosedici GP22 | 10    | Luca Marini                | 20       | 0        | 0      | 0     | 1                 | 120    | 12º     |
| 2022  | MotoGP    | Ducati      | Desmosedici GP21 | 72    | Marco Bezzechi             | 20       | 0        | 1      | 1     | 0                 | 111    | 14º     |
| 2023  | MotoGP    | Ducati      | Desmosedici GP22 | 10 72 | Luca Marini Marco Bezzechi | 0        | 0        | 0      | 0     | 0                 | - -    | - -     |
| Total |           |             |                  |       |                            | 20       | 0        | 1      | 1     | 1                 | 231    |         |

## Moto3[1]
| Época | Categoria | Constructor | Mota          | Nº | Pilotos             | Corridas | Rondas     | Vitórias | Pódios | Poles | Volta mais Rápida | Pontos | Posição |
| ----- | --------- | ----------- | ------------- | -- | ------------------- | -------- | ---------- | -------- | ------ | ----- | ----------------- | ------ | ------- |
| 2014  | Moto3     | KTM         | KTM RC250GP7i | 5  | Romano Fenati       | Todas    | 1–18       | 4        | 6      | 0     | 3                 | 176    | 5º      |
| 2014  | Moto3     | KTM         | KTM RC250GP7i | 21 | Francesco Bagnaia   | 16       | 1–7, 10–18 | 0        | 0      | 0     | 1                 | 50     | 16º     |
| 2015  | Moto3     | KTM         | KTM RC250GP   | 5  | Romano Fenati       | Todas    | 1–18       | 1        | 3      | 1     | 1                 | 176    | 4º      |
| 2015  | Moto3     | KTM         | KTM RC250GP   | 8  | Nicolò Bulega       | 1        | 18         | 0        | 0      | 0     | 0                 | 4      | 31º     |
| 2015  | Moto3     | KTM         | KTM RC250GP   | 16 | Andrea Migno        | Todas    | 1–18       | 0        | 0      | 0     | 0                 | 35     | 19º     |
| 2016  | Moto3     | KTM         | KTM RC250GP   | 5  | Romano Fenati       | 9        | 1–9        | 1        | 2      | 2     | 2                 | 93     | 10º     |
| 2016  | Moto3     | KTM         | KTM RC250GP   | 8  | Nicolò Bulega       | Todas    | 1–18       | 0        | 2      | 1     | 2                 | 129    | 7º      |
| 2016  | Moto3     | KTM         | KTM RC250GP   | 16 | Andrea Migno        | Todas    | 1–18       | 0        | 2      | 0     | 0                 | 63     | 17º     |
| 2016  | Moto3     | KTM         | KTM RC250GP   | 48 | Lorenzo Dalla Porta | 7        | 12–18      | 0        | 0      | 0     | 0                 | -      | -       |
| 2017  | Moto3     | KTM         | KTM RC250GP   | 8  | Nicolò Bulega       | Todas    | 1–18       | 0        | 0      | 0     | 1                 | 81     | 12º     |
| 2017  | Moto3     | KTM         | KTM RC250GP   | 10 | Dennis Foggia       | 2        | 14, 18     | 0        | 0      | 0     | 0                 | -      | -       |
| 2017  | Moto3     | KTM         | KTM RC250GP   | 16 | Andrea Migno        | Todas    | 1–18       | 1        | 1      | 0     | 1                 | 118    | 9º      |
| 2018  | Moto3     | KTM         | KTM RC250GP   | 8  | Nicolò Bulega       |          |            | 0        | 0      | 0     | 0                 | -      | -       |
| 2018  | Moto3     | KTM         | KTM RC250GP   | 10 | Dennis Foggia       | Todas    | 1–18       | 0        | 1      | 0     | 1                 | 55     | 19º     |
| Total |           |             |               |    |                     | 72       |            | 7        | 16     | 4     | 11                |        |         |

| Key               | Key |
| ----------------- | --- |
| Piloto Regular    |     |
| Piloto Wildcard   |     |
| Piloto Substituto |     |

## Moto2[1]
| Época | Categoria | Constructor | Mota        | Nº | Pilotos           | Corridas | Vitórias | Pódios | Poles | Volta mais Rápida | Pontos | Posição |
| ----- | --------- | ----------- | ----------- | -- | ----------------- | -------- | -------- | ------ | ----- | ----------------- | ------ | ------- |
| 2017  | Moto2     | Kalex       | Kalex Moto2 | 42 | Francesco Bagnaia | 18       | 0        | 4      | 0     | 0                 | 174    | 5º      |
| 2017  | Moto2     | Kalex       | Kalex Moto2 | 62 | Stefano Manzi     | 18       | 0        | 0      | 0     | 0                 | 14     | 25º     |
| 2018  | Moto2     | Kalex       | Kalex Moto2 | 42 | Francesco Bagnaia | 18       | 1        | 0      | 0     | 0                 | 25     | 1º      |
| 2018  | Moto2     | Kalex       | Kalex Moto2 | 10 | Luca Marini       | 18       | 0        | 0      | 0     | 0                 | 0      | --      |
| Total |           |             |             |    |                   | 19       | 1        | 4      | 0     | 0                 | 0      |         |

1. 1 2 3  «motogp.com · MotoGP World Standing 2018». www.motogp.com (em inglês). Consultado em 4 de abril de 2018